# 纽伦堡的审判
《纽伦堡的审判》（英語：Judgment at Nuremberg）是一部于1961年的美国法庭剧情电影，由斯坦利·克雷默担任导演，艾比·曼恩编剧，以及由斯潘塞·特雷西、伯特·兰卡斯特、理查德·威德马克、马克西米利安·谢尔、渥纳·克伦佩勒、瑪琳·黛德麗、朱迪·加兰、威廉·夏特纳和蒙哥马利·克利夫特等人主演的电影。故事发生于1948年的纽伦堡，影片描绘了虚构的1947年纽伦堡后续审判期间，12个美国军事法庭的其中之一。
电影故事集中于由首席审判法官丹·海伍德為首的军事法庭。在法庭上，四名德国法官和检察官（实际审判中为16名被告）因参与纳粹政权下的暴行，而被指控犯下危害人类罪。这部电影涉及非战斗人员针对平民的战争罪、犹太人大屠杀，并审视了现实中二战后纽伦堡审判的地缘政治复杂性。
该故事的早期版本，曾經先於1950年代CBS的电视單元剧影集《Playhouse 90》第3季第28集播出，本片演員马克西米利安·谢尔和渥纳·克伦佩勒在此版本中，均飾演相同的角色。
2013年，《纽伦堡的审判》因“具有文化，历史与美学意义”，被美国国会图书馆选入國家影片登記表。

## 剧情介绍
本片故事发生在德国纽伦堡召开的军事法庭上，其中四名德国法官和检察官因涉嫌参与納粹政权下的暴行而被指控犯有危害人类罪。三名法官组成的审判小组的首席审判法官丹·海伍德（Dan Haywood，斯潘塞·特雷西飾），将审理并裁决被告人的案件。海伍德试图透過了解被告恩斯特·詹寧（Ernst Janning，畢·蘭卡斯特飾）缘何判处众多人死刑而开始他的检查。
据透露，詹寧是一位受过良好教育，并受到国际学界所尊重的法学家和法律学者。海伍德尝试釐清德国人为何会对纳粹政权的罪行视而不见、充耳不闻。在过程中，他与一名被盟军处决的德国将军的遗孀（瑪琳·黛德麗飾）成为朋友，並与一些对战争抱持不同观点的德国人会谈。海伍德法官所遇到的其他人物，还包括被分配去审理案件的公诉人美国陆军上尉拜爾斯（Byers，威廉·夏特纳飾），以及惧怕提供证词的艾琳·霍夫曼（Irene Hoffmann，朱迪·加兰飾），这些证词也许会支持检察官的诉讼，从而影响法官的判决。
德国辩护律师汉斯·罗夫（Hans Rolfe，马克西米利安·谢尔飾）辩称，被告不是唯一支持纳粹政权或至少视而不见的人。他还表示，美国的行为与纳粹犯下的罪行一样糟糕甚至更糟。他在这些论点中提出了几个观点，例如：美国最高法院大法官小奥利弗·温德尔·霍姆斯支持第一優生學（见巴克訴貝爾案）；1933年的德国-梵蒂冈政教协定，等早期外国政权对纳粹统治的隐性承认；由斯大林统治的苏联政府参加的1939年苏德互不侵犯条约，消除了德国入侵和占领波兰西部的最后一个主要障碍，并引起了第二次世界大战；以及1945年8月战争最后阶段的廣島與長崎原子彈爆炸。
与此同时，詹寧决定赞同公诉方立场，称他犯有他所指控的罪行：包括即使知道并無足够的证据，却仍以“血统玷污”罪名控告一名犹太裔男子与非犹太血统女孩同居16年，并判决他死刑。在证词中他解释道，这都是因为像他一样善良的人们，在希特勒的反犹太主义和种族主义政策中，出于愛國主義而为。尽管他们现在知道这是错误的，但这都是由于第一次世界大战后的凡尔赛条约 。
海伍德必须在地缘政治和正义中权衡。审判是在柏林封鎖的背景下进行，并且有压力使德国被告们得以轻判，以便在日益增长的对苏联的冷战中获得德国的支持。所有四名被告都被判有罪，并判处终身监禁。
海伍德來到詹寧的牢房探望他。詹寧肯定了海伍德判决的公正性，但要他相信自己和其他被告的法官从未希望大规模杀害无辜者的事情发生。“我们从不知道，”他坚持说道：“你们明知会这样的。”海伍德法官則回答：“詹寧先生，从你第一次判处你知道是无辜的人死刑开始。”海伍德出发；影片结尾的文字旁白告诉观众，在美国占领区的纽伦堡审判中，被判处有期徒刑的99名被告，截至影片首映时已無人服刑。

## 演员表
- 斯潘塞·特雷西 饰演 首席法官 Dan Haywood
- 伯特·兰卡斯特 饰演 被告人 Ernst Janning 博士
- 理查德·威德马克 饰演 公诉人 Tad Lawson 上校
- 马克西米利安·谢尔 饰演 辩护律师 Hans Rolfe
- 渥纳·克伦佩勒（英语：Werner Klemperer） 饰演 被告人 Emil Hahn
- 玛莲娜·迪特里茜 饰演 Frau Bertholt
- 蒙哥马利·克利夫特 饰演 Rudolph Peterson
- 朱迪·加兰 饰演 Irene Hoffmann-Wallner
- Howard Caine 饰演 Hugo Wallner （Irene的丈夫）
- 威廉·沙特纳 饰演 Harrison Byers 上尉
- John Wengraf 饰演 Karl Wieck 博士（魏玛德国前司法部部长）
- Karl Swenson 饰演 Heinrich Geuter 博士（Feldenstein的律师）
- Ben Wright 饰演 Halbestadt 先生（Haywood的管家）
- Virginia Christine 饰演 Halbestadt 女士 （Haywood的女管家）
- Edward Binns 饰演 参议员 Burkette
- Torben Meyer 饰演 被告人 Werner Lampe
- Martin Brandt 饰演 被告人 Friedrich Hofstetter
- Kenneth MacKenna 饰演 法官 Kenneth Norris
- Ray Teal 饰演 法官 Curtiss Ives
- Alan Baxter 饰演 Matt Merrin 准将
- Joseph Bernard 饰演 Abe Radnitz 少校（Lawson的助理）
- Olga Fabian 饰演 Elsa Lindnow 女士（Feldenstein案目击证人）
- Otto Waldis 饰演 Pohl
- Paul Busch 饰演 Schmidt
- Bernard Kates as Max Perkins